# 海員福利公約
《1987年海員福利公約》（英語：Seafarers' Welfare Convention, 1987）是國際勞工組織的一項公約。

## 確認
截至2022年，該公約曾獲118個國家確認，其中14個確認國透過確認《2006年海事勞工公約》自動退出該條約。

## 外部連結
- Text （页面存档备份，存于）
- Ratifications （页面存档备份，存于）